# Rivolta di Khost (1856-1857)
La rivolta di Khost (1856-1857) fu una rivolta scoppiata nella regione di Khost, in Afghanistan, nel corso dell'Ottocento, contro il governo dell'emiro Dost Mohammed Khan.
Dopo scontri minori avvenuti nel febbraio del 1856, i ribelli Khostwali e Waziri assediarono il forte di Khost a marzo di quello stesso anno, ma non riuscirono a conquistarlo. Tra luglio e agosto ci furono dei negoziati di pace che però non portarono ad una soluzione e gli scontri continuarono in maniera sporadica sino ai primi mesi del 1857, quando la rivolta poté dirsi conclusa con la vittoria delle truppe governative dell'emirato.